# يونيون مقاطعة يو كلير (ويسكونسن)
يونيون، مقاطعة يو كلير (بالإنجليزية: Union, Eau Claire County, Wisconsin)‏ هي بلدة تقع بولاية ويسكونسن في الولايات المتحدة. تبلغ مساحتها 73.6 (كم²)، وترتفع عن سطح البحر 296 م، بلغ عدد سكانها 2402 نسمة في عام 2000 حسب إحصاء مكتب تعداد الولايات المتحدة وتصل الكثافة السكانية فيها 33.2 نسمة/كم2.

## وصلات خارجية
- http://townofunion.net/
- The US50 - Cities and Towns in Wisconsin State
- Wisconsin Cities and Towns, Facts, Map, Flag, Colleges, Government, and More